# Krómtimsó
A krómtimsó vagy kálium-króm(III)-szulfát a krómnak káliummal alkotott kettős szulfátja. Molekulaképlete KCr(SO4)2,  és mint a timsók is, szintén 12 mól kristályvízzel kristályosodik ki, kristályhidrátja sötétlila színű. Régen a bőr barnítására használták egyes napozótejekben.